# Wetterbygden Stars
Wetterbygden Stars är en basketbollklubb i Huskvarna i Sverige, som grundades 1983.